# No dejes que te paren
No dejes que te paren es el primer álbum de la cantante reggae-dancehall de habla hispana Alika, editado en 2000.

## Lista de canciones
| N.º | Título                  | Duración |  |
| 1.  | «Intro»                 | 1:00     |  |
| 2.  | «Nueva Alianza»         | 3:52     |  |
| 3.  | «Aguantaré»             | 4:45     |  |
| 4.  | «Espíritu Positivo»     | 4:58     |  |
| 5.  | «Enemigos»              | 4:59     |  |
| 6.  | «Ghetto Soul»           | 3:22     |  |
| 7.  | «No Dejes Que Te Paren» | 4:57     |  |
| 8.  | «Selassie»              | 3:44     |  |